# 所罗门·拉斐洛维奇·米尔施泰因
所罗门·拉斐洛维奇·米尔施泰因（俄语：Соломо́н Рафаи́лович Мильште́йн，1899年—1955年1月14日）犹太人，负责情报工作的领导人之一，是贝利亚的亲信，斯大林去世后被提拔为乌克兰内政部副部长，1953年贝利亚被捕后，于1955年被免职逮捕并处决。